# Hildegard Lächert
Hildegard Lächert (Berlijn, 20 januari 1920 - aldaar, 1995) was in de Tweede Wereldoorlog een Aufseherin, een vrouwelijke bewaker in diverse concentratiekampen. Ze had als bijnaam Bloedige Brigitte. Alle getuigen noemden haar wreed.
Ze werd aan het begin van de Tweede Wereldoorlog Aufseherin in het concentratiekamp Ravensbrück. In oktober 1942 werd ze Aufseherin in het concentratiekamp Majdanek. Ze was daarna vanaf 1944 nog actief in de concentratiekampen Płaszów, vlak bij Krakau en Auschwitz. Ze vluchtte weg toen het Rode Leger het kamp naderde. Ze deed nog dienst in Bolzano, een detentiekamp in Noord-Italië, en in het concentratiekamp Mauthausen.
Ze werd na de Tweede Wereldoorlog bij het Auschwitzproces in 1947, dat door de rechtbank in Krakau, in Polen, werd gevoerd, veroordeeld tot een gevangenisstraf van vijftien jaar. Veel van haar collega's kregen de doodstraf. Lächert werd in 1956 vervroegd vrijgelaten uit de gevangenis van Krakau. Ze werd in 1975 opnieuw voor de rechter gedaagd in Düsseldorf, bij het Majdanekproces en werd daarbij in 1981 veroordeeld tot twaalf jaar gevangenisstraf. Ze hoefde niet de gevangenis in, omdat ze daar al eerder tien jaar en in voorarrest ruim vijf jaar in had gezeten.
Ze overleed in 1995 op 75-jarige leeftijd.